# 노조상
노조상(盧祖尙)은 당나라의 인물이다. 자는 계량(季良)이다. 당 태종에 의해 교주도독(交州都督)에 임명되었으나, 부임하지 않고 영남(嶺南)은 장려(瘴癘)가 많아 가면 돌아올 도리가 없다는 이유로 관직을 그만두었으며, 태종은 그를 죽였다.